# ابراهیم زرین‌قلم
ابراهیم عاصمی زنجانی مشهور به زرّین‌قلم، همچنین دانش‌پیشه (۱۲۸۴–۸ مرداد ۱۳۷۳) خوشنویس و دیپلمات ایرانی بود.

## زندگی
میرزا ابراهیم بن اسماعیل عاصمی تبریزی در سال ۱۲۸۴ش/۱۹۰۵م در شهر زنجان به دنیا آمد و همان‌جا در مدرسه شیخ یوسف علایی به تحصیل مقدماتی پرداخت. به خوشنویسی گرایید و نخست نزد عبدالجبار خمسه‌ای سپس محمدولی کیمیاقلم به شاگردی پرداخت، استادی که به او لقب زرین قلم داد.

ابراهیم زرین‌قلم در خطوط نستعلیق، شکسته و شکسته تعلیق ممتاز شد. به آموزش خط در مدرسهٔ سعادت پرداخت و از برجسته‌ترین استادان گشت. سپس ساکن تهران شد و آموزشگاهی برای خوشنویسی راه انداخت. نخست در دفتر دربار در سال ۱۹۳۸م استخدام شد، و بعد از آن به وزارت خارجه منتقل گشت و به عنوان کارمند و کاتب به پیشه‌وری پرداخت. در سال ۱۹۵۱م به عراق منتقل شد و در کنسولگری ایران در کربلا سمتی یافت. در خلال فعالیت‌های دیپلماتیکش در کربلا با آقابزرگ تهرانی و ابوالقاسم خوئی روابطی ویژه داشت. یک بار به حج رفت و از سوی ابن سعود تجلیل شد. پس از حج در کنسولگری ایران در نجف اشتغال یافت و مدتی بعد به بغداد منتقل شد و تا سال ۱۹۶۹ معاونت سفارت کبرای دولت پهلوی ایران در عراق بود.

از آثار برجستهٔ او اثری بود که تا شروع جنگ ایران و عراق در ورودی حرم امام علی نصب شده بود، و اثر برجستهٔ دیگر او خوشنویسی درگاه ورودی حرم امام حسین و نگارگری چهرهٔ علی بن ابی‌طالب با آیات قرآن به خطش است. دیوان حافظ ویرایش و چاپ دکتر خانلری، رباعیات خیام چاپ موءسسهء اطلاعات، قرآنی که چاپ نشده و نزد فرزندان او است، رباعیات حسین قدس نخعی و کتابی از او به نام بهشت  از دیگر آثار او است.

زرین قلم در ۸ مرداد ۱۳۷۳/ ۳۰ ژوئیه ۱۹۹۴ درگذشت.